# Jurijs Žigajevs
Jurijs Žigajevs (ros. Юрий Жигаев, Jurij Żigajew; ur. 14 listopada 1985 w Leningradzie) – łotewski piłkarz rosyjskiego pochodzenia występujący na pozycji bocznego pomocnika.

## Życiorys
Karierę piłkarską Žigajevs rozpoczął w klubie FK Ilūkste, a następnie trenował także w FK Zibens Zemessardze, gdzie występował w zespołach juniorskich. Potem trafił do FK Rīga. W 2002 roku zadebiutował w jego barwach w Virslīdze. W tej drużynie grał do lata 2008 roku, a największym jego sukcesem było zajęcie 3. miejsca w tabeli (2007).
Latem 2008 roku Žigajevs został zawodnikiem FK Ventspils. Zadebiutował w klubie 10 lipca w spotkaniu z FK Jurmala (1:0). Pół roku później wywalczył z nim mistrzostwo Łotwy. Z kolei w 2009 roku został wicemistrzem kraju, awansując z zespołem do rozgrywek Ligi Europy. Zagrał w niej 10 spotkań - pięć w kwalifikacjach oraz pięć w fazie grupowej. Zdobywając tylko trzy punkty, Ventspils zajął ostatnią pozycję w grupie D.
3 grudnia 2010 roku Žigajevs podpisał półtoraroczny kontrakt z Widzewem Łódź. Po raz pierwszy wystąpił w Ekstraklasie 2 kwietnia 2011 roku w zremisowanym meczu z Arką Gdynia. "Czerwono-biało-czerwonych" reprezentował przez dwa sezony, po czym wrócił do swojej ojczyzny.

## Kariera piłkarska
| Sezon       | Klub                | Kraj   | Rozgrywki   | Mecze | Bramki |
| ----------- | ------------------- | ------ | ----------- | ----- | ------ |
| 2002        | FK Rīga             | Łotwa  | Virslīga    | 7     | 0      |
| 2003        | FK Rīga             | Łotwa  | Virslīga    | 20    | 7      |
| 2004        | FK Rīga             | Łotwa  | Virslīga    | 22    | 1      |
| 2005        | FK Rīga             | Łotwa  | Virslīga    | 25    | 5      |
| 2006        | FK Rīga             | Łotwa  | Virslīga    | 26    | 4      |
| 2007        | FK Rīga             | Łotwa  | Virslīga    | 27    | 6      |
| 2008 (w)    | FK Rīga             | Łotwa  | Virslīga    | 11    | 1      |
| 2008 (j)    | FK Ventspils        | Łotwa  | Virslīga    | 5     | 0      |
| 2009        | FK Ventspils        | Łotwa  | Virslīga    | 23    | 9      |
| 2010        | FK Ventspils        | Łotwa  | Virslīga    | 18    | 15     |
| 2010/11 (w) | Widzew Łódź         | Polska | Ekstraklasa | 3     | 0      |
| 2011/12     | Widzew Łódź         | Polska | Ekstraklasa | 2     | 0      |
| 2012 (j)    | FK Ventspils        | Łotwa  | Virslīga    | 15    | 2      |
| 2013        | FK Ventspils        | Łotwa  | Virslīga    | 24    | 9      |
| 2014        | FK Ventspils        | Łotwa  | Virslīga    | 25    | 6      |
| 2015        | FK Ventspils        | Łotwa  | Virslīga    | 22    | 2      |
| 2016        | FK Ventspils        | Łotwa  | Virslīga    | 23    | 0      |
| 2017        | FK Ventspils        | Łotwa  | Virslīga    | 13    | 0      |
| 2018        | FK Spartaks Jurmała | Łotwa  | Virslīga    | 7     | 0      |

## Kariera reprezentacyjna
W reprezentacji Łotwy Žigajevs zadebiutował 13 października 2007 roku w wygranym 4:2 spotkaniu eliminacji do Euro 2008 z Islandią. Wraz z kadrą wystąpił także w kwalifikacjach do Mistrzostw Świata 2010, podczas których strzelił gola Luksemburgowi.